# Мыльников, Геннадий Николаевич
Геннадий Николаевич Мыльников (род. 17 июля 1953) — советский хоккеист, защитник. Мастер спорта СССР. Заслуженный тренер России.

## Биография
Начал заниматься хоккеем в 1959 гуду в СК «Комета». С 12 лет — в школе московского «Локомотива», в сезоне 1971/72 провёл 15 матчей в чемпионате СССР, затем играл за команду в первой лиге. В сезонах 1974/75 — 1975/76 в рамках прохождения армейской службы выступал за СКА МВО Липецк. Затем играл в первой лиге за «Ижсталь» Ижевск (1976/77) и «Локомотив» (1978/79 — 1979/80), во второй лиге за «Торпедо» Ярославль (1977/78, 1980/81 — 1982/83).
Окончил Ярославский государственный педагогический институт имени К. Д. Ушинского по специальности физическое воспитание, Высшую школу тренеров при ГЦОЛИФК.
Тренер ярославского «Торпедо» (1986—1992). С начала сезона 1992/93 до 16 ноября — главный тренер команды. Главный тренер «Яринтеркома» (1992/93), «Торпедо-2» Ярославль (1993/94).
Среди воспитанников — Дмитрий Юшкевич, Алексей Васильев, Илья Горохов, Егор Подомацкий, Андрей Тарасенко, Константин Касаткин.
Главный тренер в московской СДЮСШОР и ХК «Град».